# Seureuba
Seureuba is een bestuurslaag in het regentschap Aceh Jaya van de provincie Atjeh, Indonesië. Seureuba telt 278 inwoners (volkstelling 2010).